# Слава (бронепоїзд)
Бронепотяг «Слава» (також «Слава Україні») — панцерний потяг збройних сил УНР.
На початку 1919 року брав участь у наступі українських сил на протибільшовицькому фронті, рівненське Полісся. Перебував у районі Дубно для підтримки групи отамана Беня в травні 1919 року.